# Heinz-Günter Prager
Heinz-Günter Prager (* 19. Dezember 1944 in Herne, Westfalen; † 11. Juni 2025 in Köln) war ein deutscher Bildhauer, Zeichner, Grafiker der konkreten Kunst und Professor der Hochschule für Bildende Künste Braunschweig, wo er von 1983 bis 2010 Bildhauerei lehrte.

## Leben

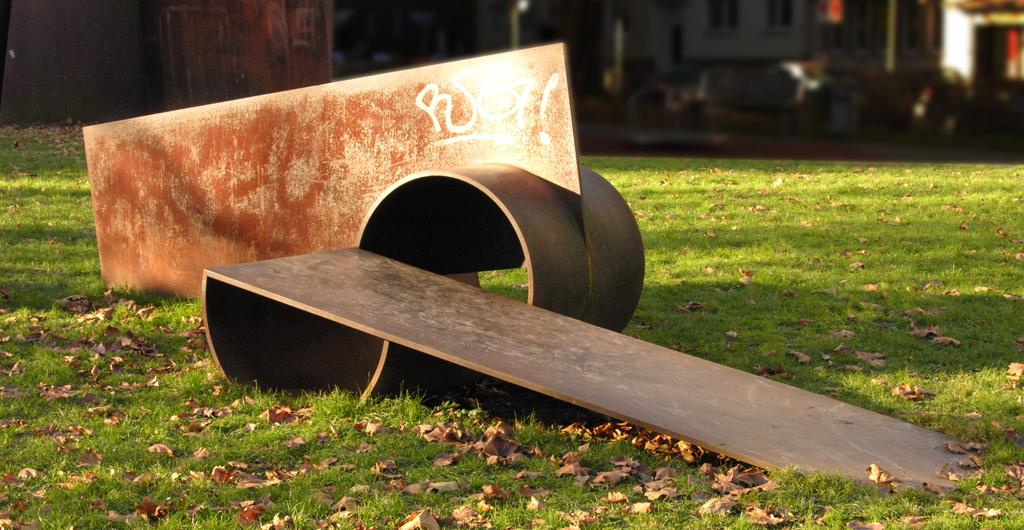
Große Zylinderskulptur II (1981). Museum am Ostwall, Dortmund

Prager studierte von 1964 bis 1968 an der Werkkunstschule Münster in der Bildhauerklasse von Karl Ehlers. Nach Abschluss des Studiums erhielt er den Förderpreis Jung Westfalen für Plastik. Noch im selben Jahr zog er nach Köln um. 1973 erhielt Prager den Villa-Romana-Preis, dem sich ein zehnmonatiger Aufenthalt in Florenz anschloss. Hier entstanden auch seine Theoretischen Überlegungen zu meiner Skulptur, die sich mit einer Maßeinteilung des menschlichen Körpers und deren Anwendung auf die Skulptur auseinandersetzen. Eine weitere Förderung erfuhr er 1976, als er zu einem dreimonatigen Arbeitsaufenthalt an der Villa Massimo in Rom eingeladen wurde. Im Jahr darauf nahm er an der documenta 6 in Kassel teil. Eine weitere Ehrung folgte 1979, als ihm der Villa-Massimo-Preis verliehen wurde.
Manfred Schneckenburger veröffentlichte 1983 eine Monografie, die Pragers Einzelausstellungen im Museum moderne Kunst, Palais Liechtenstein in Wien, im Wilhelm Lehmbruck Museum von Duisburg sowie in der Kunsthalle Mannheim begleitete.

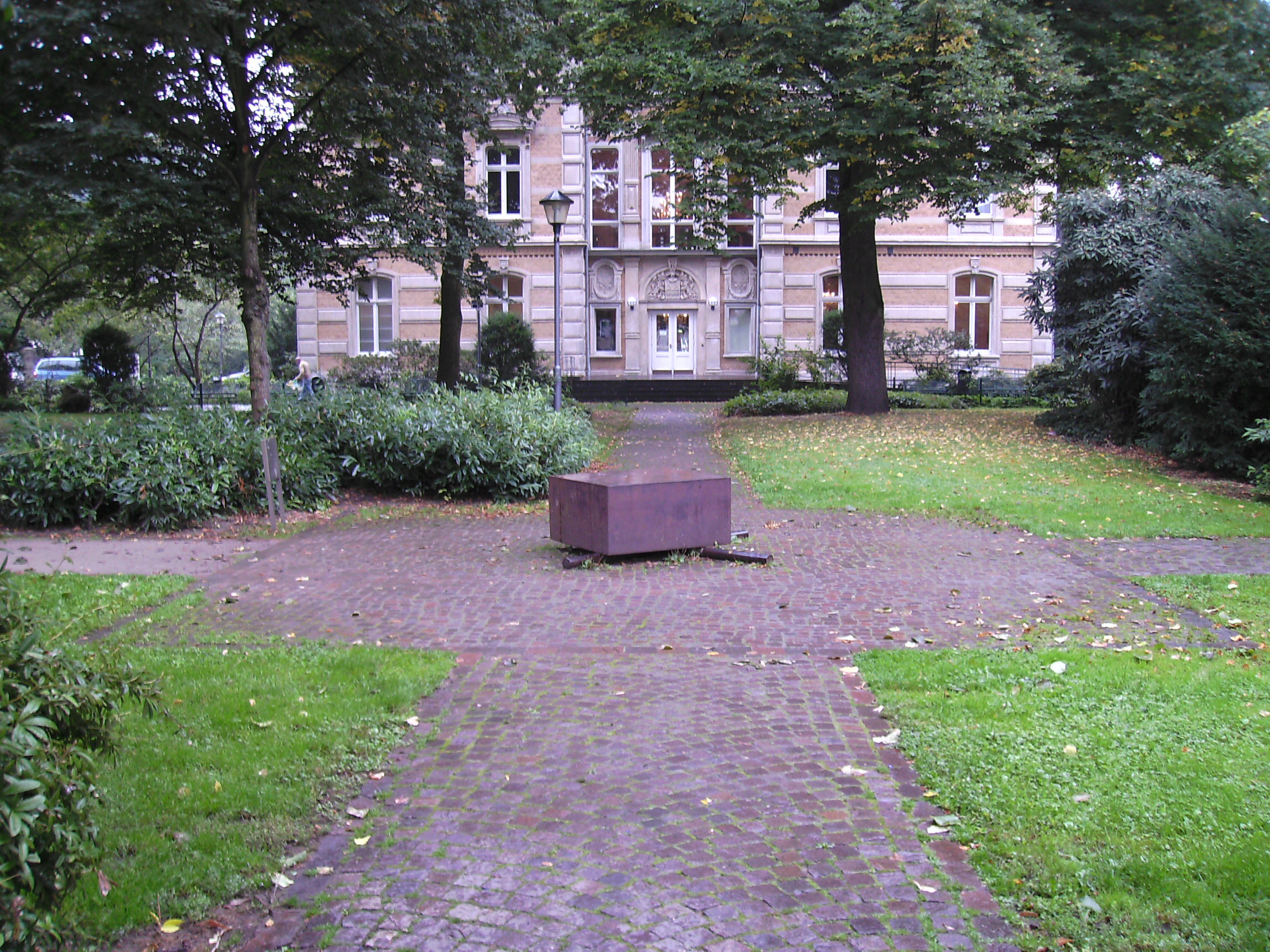
Denkmal vor der Villa Zanders in Bergisch Gladbach. Die Aufschrift der Tafel lautet: Zum Gedenken an die Opfer des Nationalsozialismus – Skulptur und Konzeption des Platzes Heinz-Günter Prager – Inschrift der Platzumrandung Gerhard Rühm – Im Juni 1993. In die Steine am Boden ist eine Beschriftung eingelassen, die auf der Informationstafel wiederholt wird: Die Lüge von der Auschwitzlüge ist die furchtbarste Lüge

Ein großes Konvolut seiner Werke schenkte Prager 2009 dem Wilhelm Lehmbruck Museum (Zentrum Internationaler Skulptur) in Duisburg, das es im Rahmen einer Ausstellung von Dezember 2009 bis Januar 2010 zeigte. Die Sammlung des Lehmbruck-Museums umfasst damit über 200 Arbeiten von Prager, darunter Stahl- und Bleiskulpturen, Zeichnungen, Druckgrafiken und Fotografien. 2024 schenkte Prager ein weiteres großes Konvolut an das Gerhard-Marcks-Haus in Bremen.

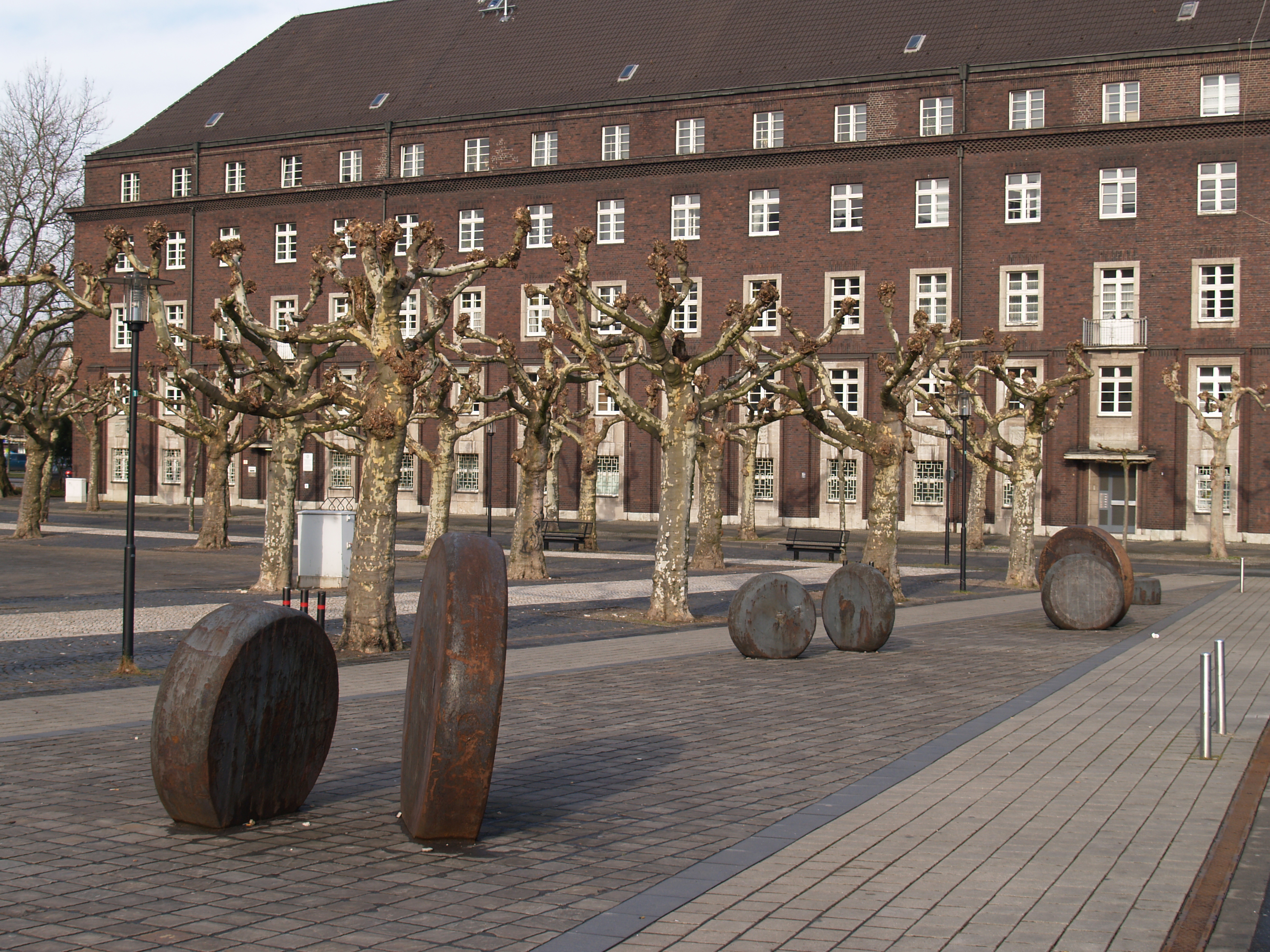
Herner Ronden (2004). Friedrich-Ebert-Platz, Herne

Bereits in den 1960er-Jahren begann Heinz-Günter Prager mit der systematischen Sammlung von Kunstwerken, insbesondere Zeichnungen zeitgenössischer Plastiker. Die private Sammlung umfasst eine breite Palette von Papierarbeiten und stellt einen bedeutenden Beitrag zur Dokumentation zentraler künstlerischer Fragen der deutschen Nachkriegsmoderne dar. Im Jahr 2023 übernahm das Germanische Nationalmuseum diese bisher unveröffentlichte Sammlung nach einer langjährigen Beziehung zu Prager. Erstmals der Öffentlichkeit präsentiert wurde sie im Jahr 2024 in der Ausstellung Papierarbeiten.
Heinz-Günter Prager war Mitglied im Deutschen Künstlerbund und von 1988 bis 1989 dessen erster Vorsitzender. Er lebte und arbeitete in Köln und in Plomeur in der Bretagne. Prager wurde am 4. Juli 2025 auf dem Kölner Westfriedhof beigesetzt.

## Ausstellungen (Auswahl)
- 1971 Aktiva ’71. Kunst der Jungen in Westdeutschland, Haus der Kunst, München
- 1972 Kunstpavillon Soest
- 1974 Projekt ’74, Kunsthalle, Köln
- 1975 Museum Folkwang, Essen
- 1977 Skulptur.Projekte Münster und documenta 6, Kassel
- 1983 Städt. Museum Abteiberg, Mönchengladbach
- 1984 Museum moderne Kunst, Palais Liechtenstein, Wien / Lehmbruck-Museum, Duisburg / Kunsthalle Mannheim
- 1985 Skulptur am Fort, Köln
- 1986 Sprengel Museum Hannover
- 1990 Skulpturenmuseum Glaskasten Marl
- 1990/91 Germanisches Nationalmuseum, Nürnberg
- 1996 Städt. Museum, Mülheim an der Ruhr; Museum für konkrete Kunst, Ingolstadt
- 1997 Sprengel Museum Hannover; Wilhelm Lehmbruck Museum, Duisburg
- 2001 Kunstmuseum Bonn
- 2003 Trinitatiskirche, Köln
- 2004/05 Druckgraphik 1967-2003, Kornelimünster, Aachen / Germanisches Nationalmuseum, Nürnberg / Herzog Anton Ulrich-Museum, Braunschweig
- 2007 Kunstmuseum Ahlen
- 2009/10 Wilhelm Lehmbruck Museum, Duisburg
- 2018 LVR Landesmuseum, Bonn
- 2022 Gerhard-Marcks-Haus, Bremen

## Werk
Prager gilt als Wegbereiter und Verfechter der Bodenskulptur, die sich im Gegensatz zur stehenden, vertikalen Skulptur nicht als optisches Sinnbild vom Menschen entfernt, sondern unmittelbar auf den Menschen, seine Körpermaße und -erfahrungen (Maß, Größe, Gewicht, Ausdehnung, Bewegung) bezieht. Von seinen Tonplastiken und Zeichnungen abgesehen prägen liegende Skulpturen aus Walz- und Formstahl, die er seit 1971 als elementare, stereometrische Grundformen aus Maßsystemen ableitet, sein Werk und Schaffen als Bildhauer:
Ganz von den wechselnden Modeerscheinungen eines virulenten Kunstmarkts unabhängig, untersucht Prager mit seinen Skulpturen anthropomorphe Proportions- und Gleichgewichtsverhältnisse von Körpern, deren Glieder in sich ruhen, um sich kreisen, sich ergänzen, ausgreifen und als Objekt im zeitlich-räumlichen Austausch mit dem Subjekt (Mensch/Betrachter) einen Ort bilden.

### Zitat
„Mensch und Skulptur sind stabile Größen. Ihre Distanz zueinander bildet die instabile Größe; denn sie bedeutet Zeit und Raum. In diesem Zeit-Raum-Gefüge steht das Skulptur-Mensch-Verhältnis, verschmilzt in eine Masse-Raum-Zeit-Einheit. Stabile Größen verändern sich durch instabile Größen.“ - Heinz-Günter Prager
Auswahl von Arbeiten Pragers in Museumsbesitz und im öffentlichen Raum:
- Skulpturenplatz (1972–80). Gesamtschule Köln-Ostheim
- Achsen I–III (1974). Germanisches Nationalmuseum, Nürnberg
- Zylinderskulptur 9/75. Neue Nationalgalerie, Berlin
- Große Zylinderskulptur I 1/81 (1981). Museum Morsbroich, Leverkusen
- Doppelstück 4/85 (1985). Festung Köln, Köln-Rodenkirchen
- Doppelachse (1986). Friesenplatz, Köln
- Großes Kreuzstück 3/88 (1988). Skulpturenpark Schloss Philippsruhe
- Doppelkreuz 14/89 (1989). Bundesrechnungshof, Bonn (Adenauerallee 81–83)

Skulpturen
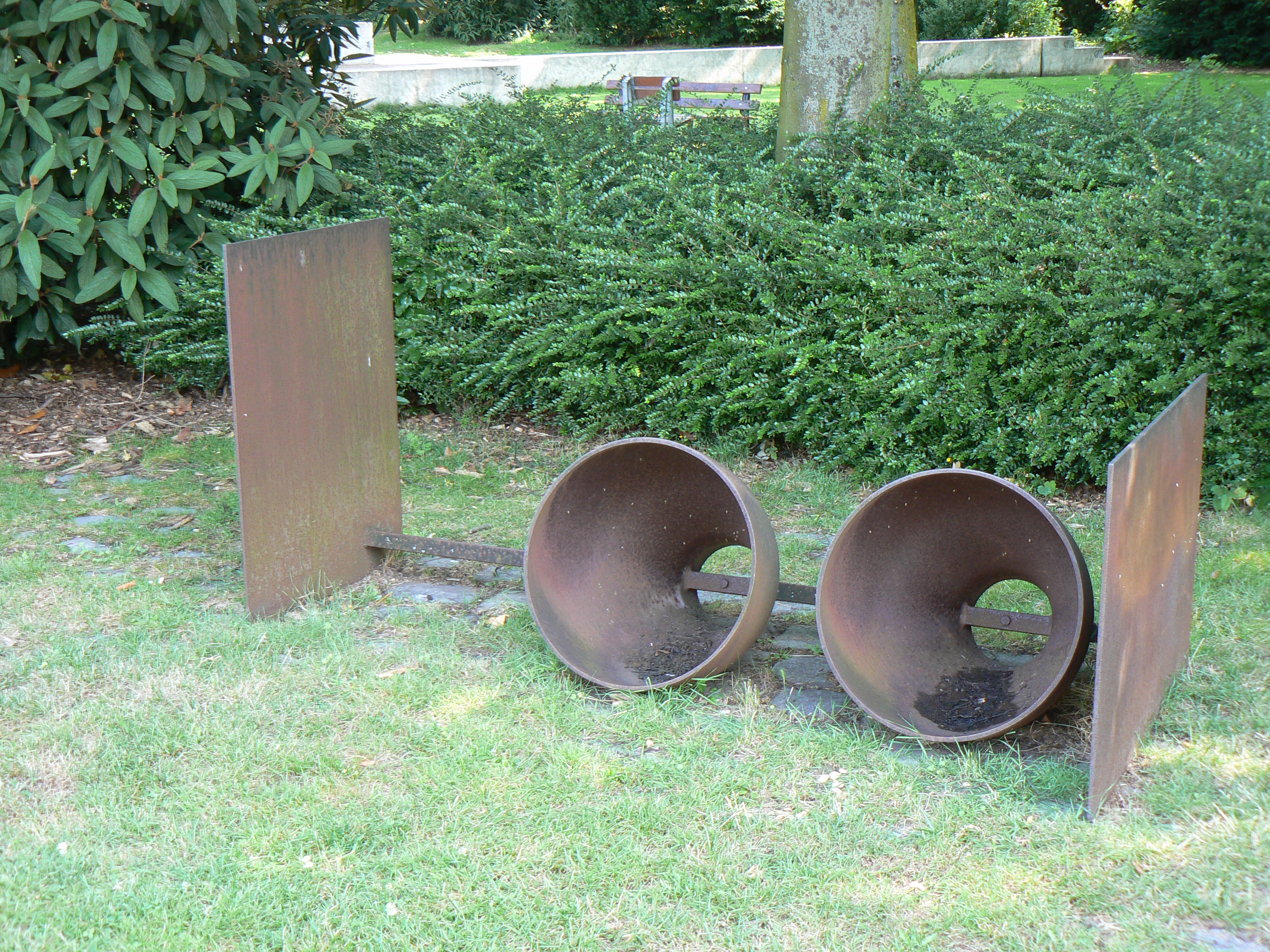
Abdeckung III (1973). Duisburg
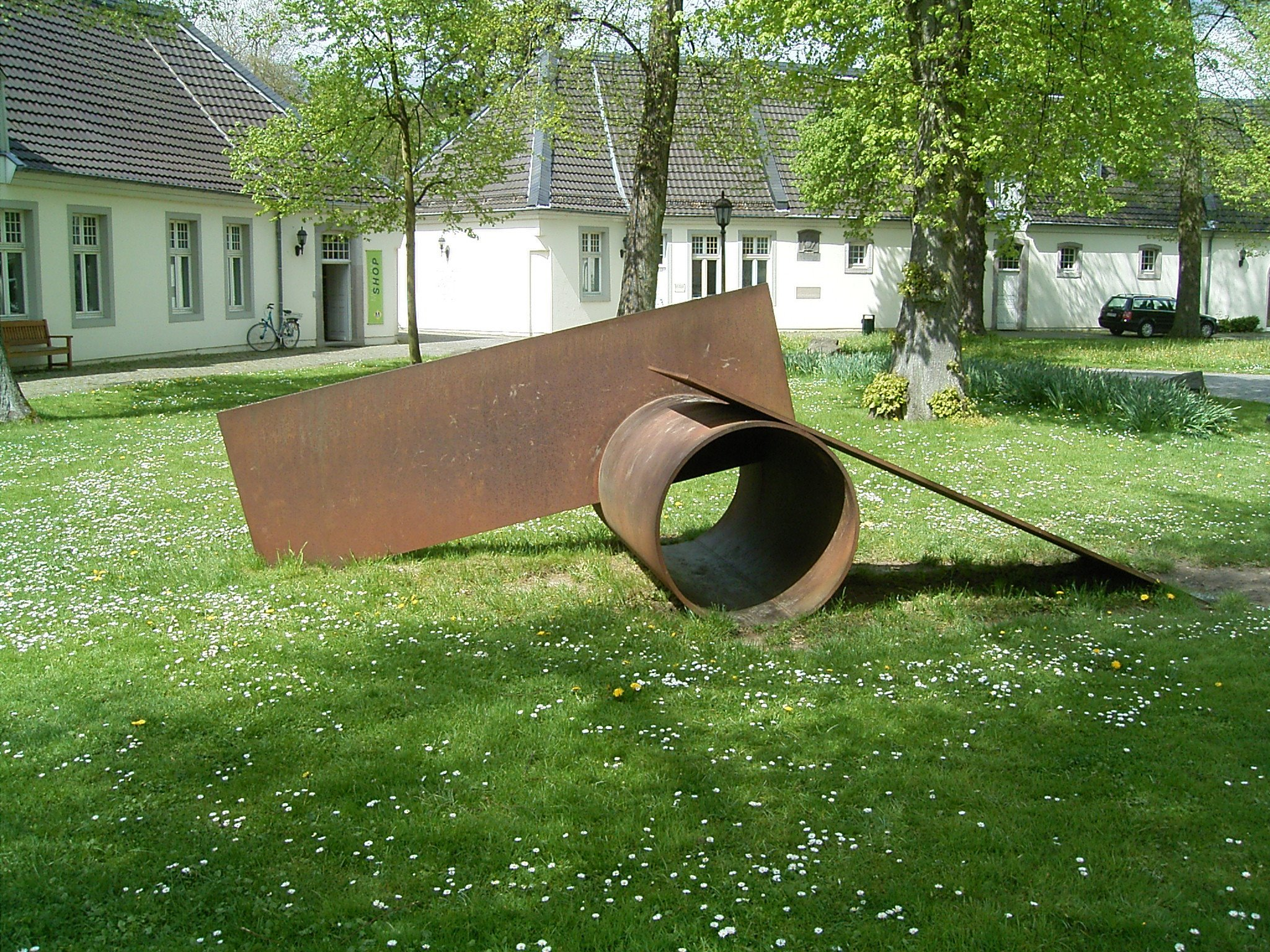
Große Zylinderskulptur I (1981),  Schloss Morsbroich, Leverkusen
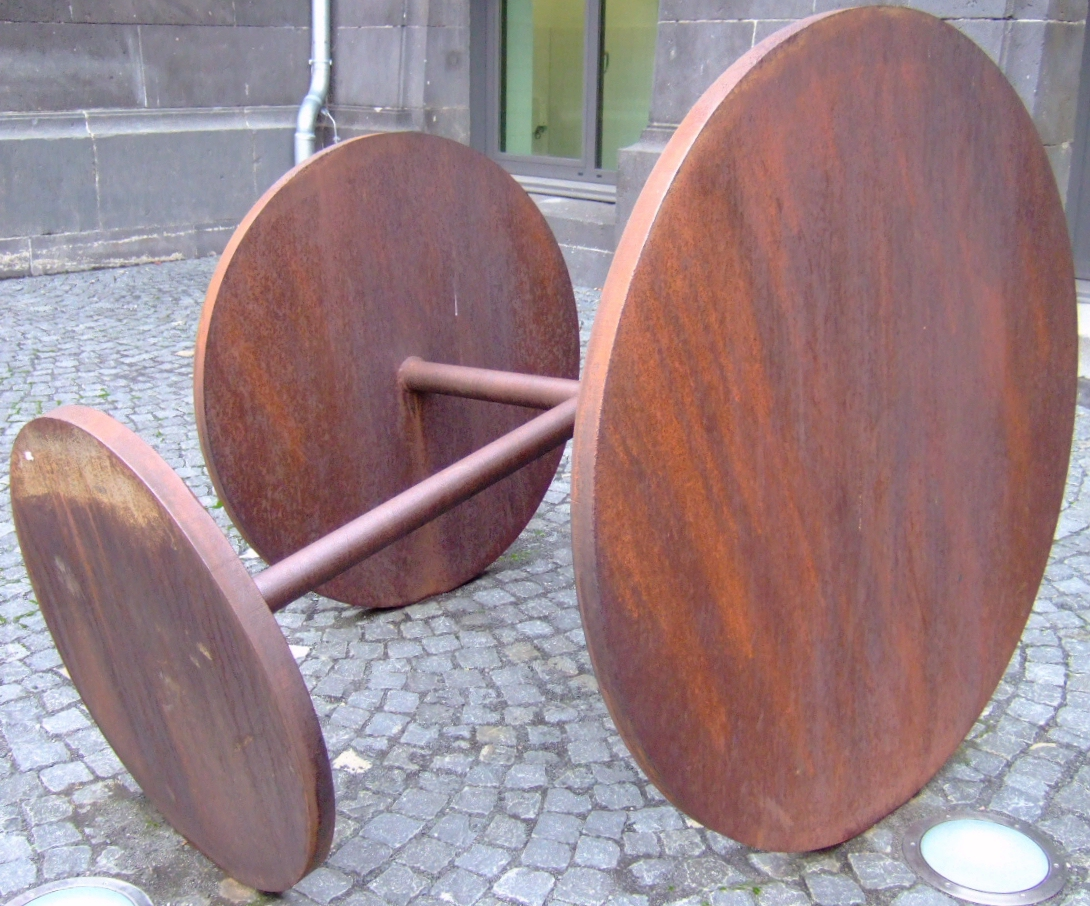
Achse mit drei Scheiben (1986). Rheinisches Landesmuseum Bonn
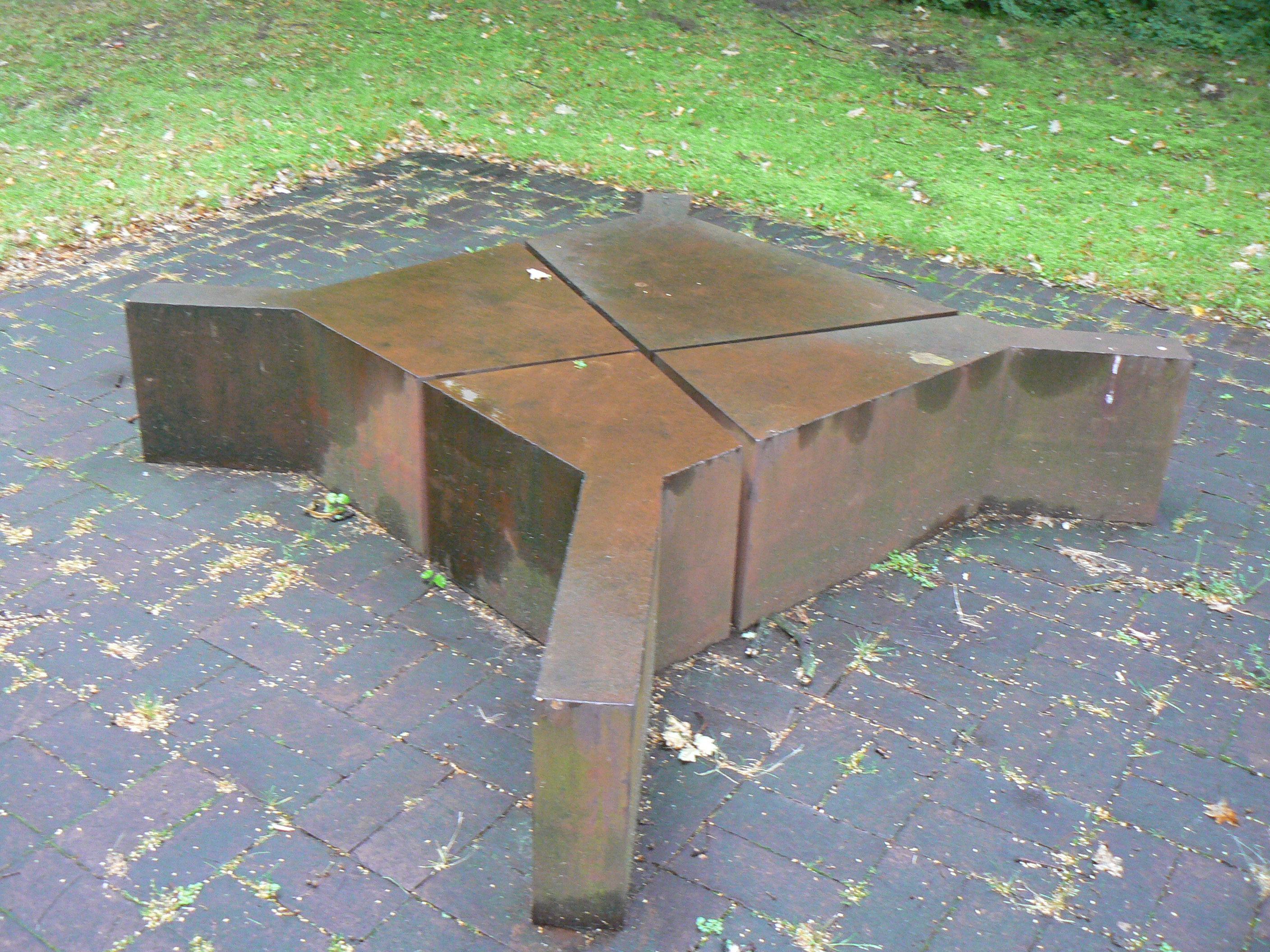
Marler Kreuzstück (1989/90). Skulpturenmuseum Glaskasten Marl
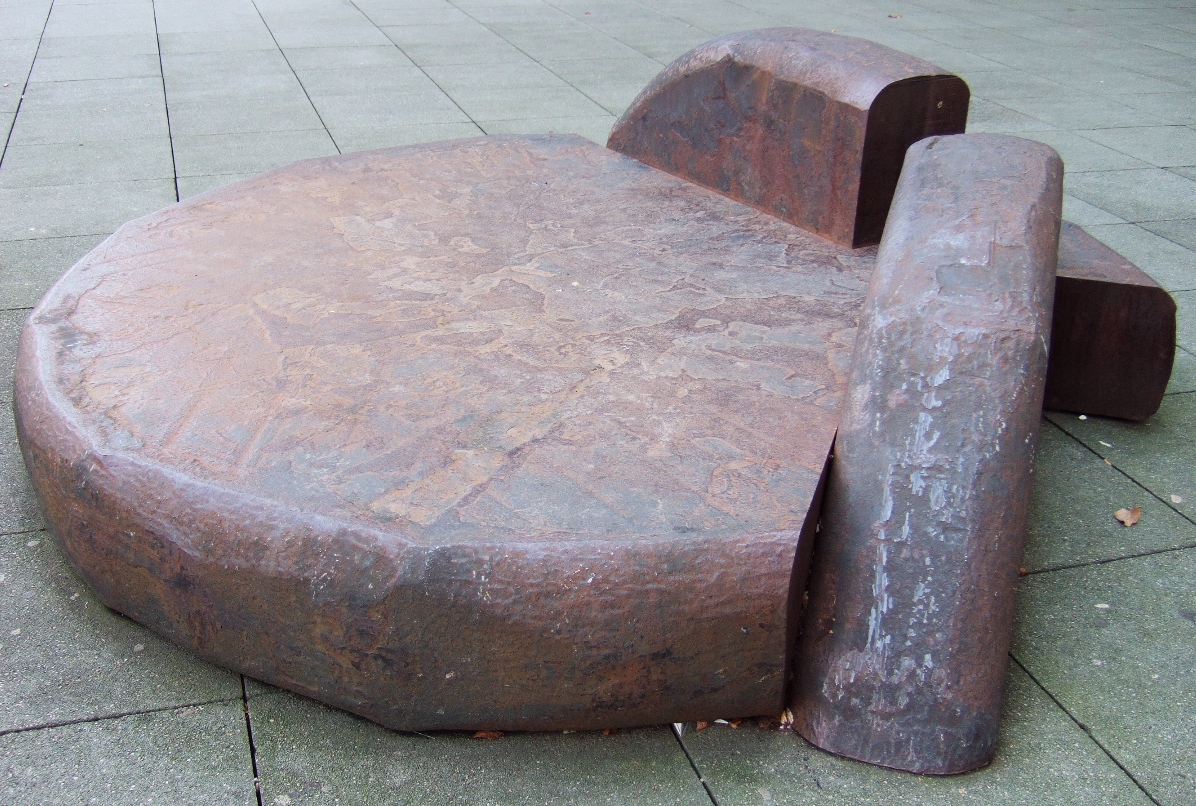
Gäa (2001).  Kunstmuseum Bonn
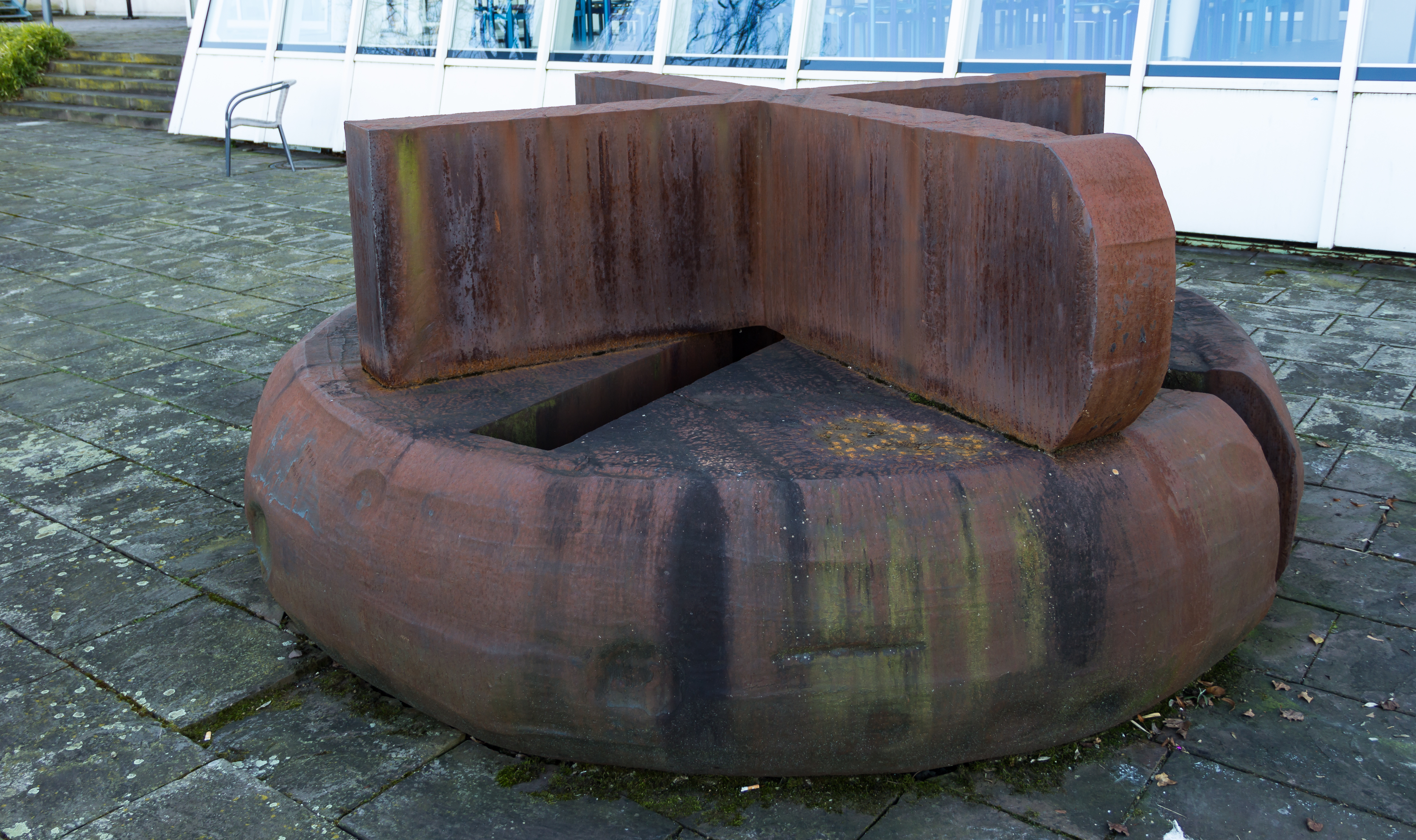
Doppelkreuz 14/89 (1989).  Bundesrechnungshof